# Basílica de la Purísima Concepción (Elorrio)
La Basílica de la Purísima Concepción es un edificio monumental que se ubica en el centro actual de la villa de Elorrio, Vizcaya, País Vasco (España), en la plaza de Gernikako Arbola.

## Historia
Se edificó entre los años 1464 y 1506, motivada por la supuesta lejanía de san Agustín de Etxebarría, primitiva parroquia del valle de Elorrio de la que pretendía independizarse la villa. Participaron en su construcción los maestros Pascual de Iturriza y Andrés de Mendraca. El templo, originalmente llamado de santa María, es una muestra de los estilos en conflicto de la época: gótico y renacentista. Parte del pórtico es posterior, de 1655, la elegante torre barroca de 1672 y la sacristía de 1762.
Fue consagrada Basílica el año 1959.
El 27 de julio de 1964 se declaró Conjunto Histórico – Artístico a la villa de Elorrio mediante Decreto 2737/1964 (publicado en el B.O.E. n.º 218 de 10 de septiembre), en el que queda incluida esta iglesia.

## Descripción
Templo de planta de salón, que pertenece al tipo de iglesia columnaria o «hallenkirche», modelo muy extendido en el País Vasco durante el siglo XVI. Comienza su construcción a finales del siglo XV siguiendo las pautas edificatorias del gótico tardío, estética a la que pertenecen sus dos portadas. La segunda fase de construcción se encuadra dentro del estilo renacentista. La singular luminosidad de su interior viene determinada por la propia elevación de las tres naves, que contra lo establecido en el proyecto original, se realizan de igual altura (se realizó a partir del año 1506), abriéndose al exterior mediante ventanales de medio punto, con parteluz jónico dispuesto junto al arranque de las bóvedas. Este hecho es un síntoma renacentista claro.
La planta del templo está formulada en tres naves, con la central amplia y estrechas las laterales, y en tres tramos rematada por una cabecera con ábside poligonal compleja.
Templo está orientado al Este y torre de planta cuadrada, del siglo XVII, adosada a la fábrica de la iglesia en el ángulo Sureste. Rodea el conjunto (salvo el cuerpo de la torre) pórtico corrido que se rompe por dos vestíbulos donde se alojan las portadas de acceso, una a los pies del templo y la otra en el lado del Evangelio. Las bóvedas son de crucería estrellada apoyadas, a la manera gótica, en cuatro columnas cilíndricas exentas y en otras adosadas a los muros exteriores de cierre todas con capiteles corintios donde la decoración vegetal ha sido sustituida por una corona de figuras expresivas, de cabezas casi grotescas. Las claves de las bóvedas están adormados con postizos policromados realizados en 1595 por el escultor Martín Ruiz de Zubiate.
Posee coro alto, cuyas obras finalizan en el siglo XVII, momento en el que se construye, igualmente, el pórtico, que ocupa toda la anchura de las naves, se sitúa sobre un arco de rebajado realizado por el cantero local Rafael de Garaizábal en 1623. La luz penetra desde el sur por ventanales de medio punto con tracería renacentista. La sacristía es posterior.
El edificio exteriormente se cubre con tejado a cuatro vertientes sobre armadura de vigas de madera. Presenta algunos estribos.
El presbiterio, el retablo mayor e incluso la torre originales, debieron ser sustancialmente diferentes a los que hoy observamos. Estos cambios se encuadran dentro de la dilatada y compleja historia de ejecución de este edificio.
Nos encontramos frente a una de las más hermosas iglesias del País Vasco desde el punto de vista arquitectónico, pero a este valor indiscutible habría que añadir otro, y es que posee elementos de gran valor histórico artístico como el retablo mayor, cuyo diseño fue encargado en 1718 a Churriguera, aunque luego lo ejecutó Diego Martínez Arce y a partir de 1754 el navarro Silvestre de Soria. La escultura corrió de la mano del cántabro Antonio de Hontañón y los de pintura del mondragonés Antonio Ximenez Echevarría.
En los testeros laterales otros dos retablos barrocos dedicados a San Miguel Arcángel y a San Pedro.
Más antiguo es el retablo de San Gregorio Nacianceno dentro de la estética renacentista datado en el año 1530. En él está una muy interesante la figura de San Sebastián. Al lado hay un cricifijo renacentista de mediados del siglo XVI. También son reseñables los dos lienzos barrocos situados en la cabecera así como los atriles de bronce e estilo renacentista.
En la pared sur se halla el altar-mausoleo de san Valentín de Berriochoa, construido con motivo de su beatificación en el año 1906, con un fondo de mosaico que representa su martirio. Es de estilo oriental, de mármol blanco de Carrara y de mármol mexicano en su parte inferior. En el centro del altar, dentro de una bella arqueta de plata maciza, se guardan los restos del Santo. Es obra de los arquitectos Manuel M. Smith y Marcelino Arrupe. Trabajaron en esta construcción los escultuores Basterrechea y Larrea así como la casa Maumejean.

### Torre
Finalmente es preciso destacar la torre, construida en el año 1672, con una altura de 53,34 metros y que se articula en cuatro cuerpos: los dos primeros cuadrangulares, el tercero de base octogonal y el cuarto cilíndrico, rematado por una cupulita, rodeada por una corona condal. hay que destacar la ventana "estandarte" de la torre adintelada y con rica decoración. El fuste sobrepasa la altura del tejado. Tiene elementos decorativos cerámicos, a la manera andaluza, y el remate es ochavado careciendo de pináculos. La parte superior de la torre está inspirada en la de la Giralda de Sevilla.
Sobre la cúpula de remate se colocó un Giraldillo madera, esculpido por Jerónimo de Yermo, que se quemó en 1707 debido a una vela colocada en él para conmemorar el nacimiento de Luis I. Deseando recuperar este elemento, en 1717 se instaló un nuevo Giraldillo. El soporte de este fue reparado en 1756. La nueva escultura fue fulminada por un rayo en 1831. Posteriormente, se colocó un nuevo Giraldillo, esta vez con la apariencia de la Fama, con una tropeta y una banderola con el lema "Tota pulcra est Maria". Sin embargo, un rayo le afectó y fue desmontado en 1847. En la actualidad, se conserva un brazo de este último.